# Baro (cantante)
Cha Sun-woo (Hangul: 차선우; Hanja: 車善玗; Gwangju, 5 de septiembre de 1992), más conocido como Baro, es un rapero, cantante y actor surcoreano, conocido por ser exmiembro del grupo masculino surcoreano B1A4.

## Biografía
Su hermana menor es la cantante Cha Yoon-ji, más conocida como "I".
Habla inglés y un poco de español.
Es amigo del rapero Zico, de los actores Yoo Yeon-seok y Son Ho-jun, y de la cantante surcoreana Do Hee.
En julio de 2019 anunció que iniciaría su servicio militar obligatorio a finales julio del mismo año, el cual finalizó el 20 de febrero de 2021.

## Carrera
Es miembro de la agencia HODU&U Entertainment. Previamente formó parte de la agencia WM Entertainment.
En el 2011 se unió como el rapero principal del grupo B1A4, grupo en el que siguió hasta 2018, cuando su contrato con la compañía discográfica finalizó.
En 2013 apareció como invitado en la cuarta temporada del programa We Got Married.
En febrero del 2014 apareció por primera vez como invitado en el exitoso programa de televisión surcoreano Running Man (también conocida como "Leonning maen") donde formó parte del equipo "All Star Team" junto a Kim Jong-kook, Kang Ye-won, Park Seo-joon, Seo In-guk y Son Ho-joon. En junio del mismo año apareció como artista especial donde formó parte del equipo "Team Seol Ki-hyeon and Idols".
En 2015 se unió al elenco de la serie Angry Mom donde interpretó a Hong Sang-tae.
Ese mismo año participó en un partido en beneficencia entre "Jeju Alliance Team will verse FC-MEN Team" donde participaron Ji Chang-wook, Park Gun Hyung, Lee Wan, Lee Ki-kwang, Yoon Doo-joon, Jeong Jin-woon, Woohyun y Lim Seulong.
En diciembre del 2018 se anunció que se había unido al elenco de la serie Less Than Evil (también conocida como "Bad Detective"), donde dio vida a Chae Dong-yoon, un detective joven y honrado que se graduó de la academia de policía como el mejor de su clase y hace todo siguiendo estrictamente las reglas, hasta el final de la serie el 29 de enero del 2019. La serie es una adaptación de la serie británica "Luther".
El 10 de julio del 2019 se unió al elenco de la serie Level Up donde interpretó a Kwak Han-cheol, un nuevo empleado en "Yoo Sung CRC", que está enamorado de Shin Yeon-hwa (Han Bo-reum), aunque ella no le corresponde, hasta el final de la serie el 16 de agosto del mismo año.
Ese mismo año realizó una aparición especial en la serie Melting Me Softly donde dio vida a Hwang Byeong-sim de joven, el novio de Go Mi-ran (Won Jin-ah), papel interpretado por el actor Shim Hyung-tak de adulto.

## Filmografía

### Series de televisión

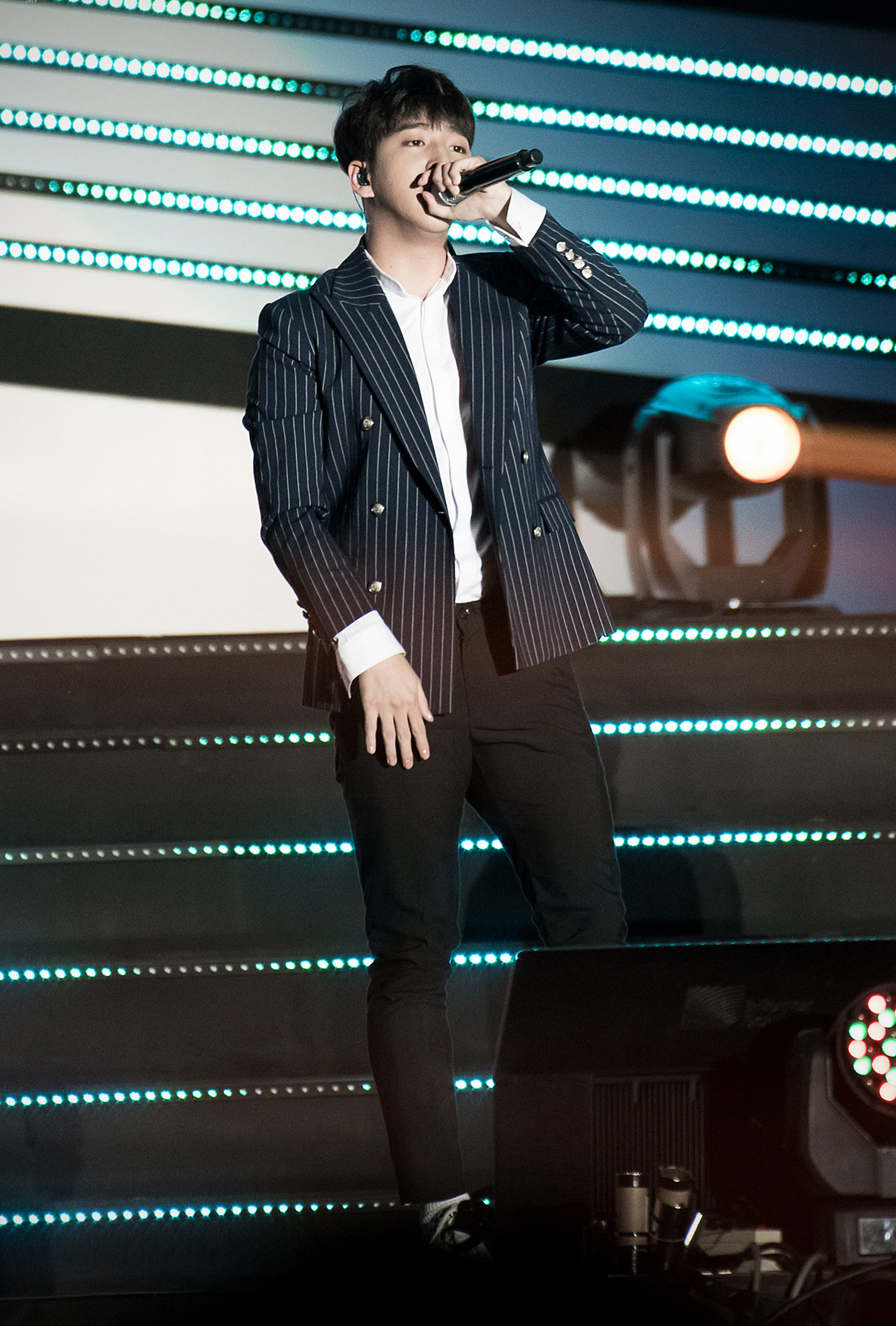
Baro en el 2016.

| Año         | Título                | Personaje                  | Notas        |
| ----------- | --------------------- | -------------------------- | ------------ |
| 2022        | Grid                  | Jung Him-chan              |              |
| 2019        | Melting Me Softly     | Hwang Byeong-sim (en 1999) | (cameo)      |
| 2019        | Level Up              | Kwak Han-cheol             | 12 episodios |
| 2018 - 2019 | Less Than Evil        | Det. Chae Dong-yoon        | -            |
| 2015        | The Master of Revenge | Kim Gil-Do                 | -            |
| 2015        | Loss: Time: Life      | Baro                       | -            |
| 2015        | Angry Mom             | Hong Sang-tae              | 16 episodios |
| 2015        | Persevere, Goo Hae-ra | Robin Cha                  | -            |

### Películas
| Año  | Título                   | Personaje | Notas               |
| ---- | ------------------------ | --------- | ------------------- |
| 2015 | That's Not It            | -         | junto a Lee Mi-yeon |
| 2013 | Incomplete Life: Prequel | -         | junto a Im Si-wan   |

### Apariciones en programas
| Año        | Programa                       | Notas                                          |
| ---------- | ------------------------------ | ---------------------------------------------- |
| 2019       | Coffee Friends                 | empleado a tiempo parcial                      |
| 2014, 2016 | Hello Counselor                | 3 episodios (ep. #160, #184 y #303) - invitado |
| 2015       | Real Men                       | -                                              |
| 2015       | Law of the Jungle with Friends | 8 episodios (ep. #146-153) - miembro           |
| 2015       | King of Mask Singer            | 2 episodios (ep. #33-34) - juez invitado       |
| 2015       | Cool Kiz on the Block          | -                                              |
| 2014       | Running Man                    | 2 episodios (ep. #184 y #199) - invitado       |
| 2013       | We Got Married                 | -                                              |

### Presentador
| Año  | Programa                     | Notas                                                                      |
| ---- | ---------------------------- | -------------------------------------------------------------------------- |
| 2014 | SBS Gayo Daejun - Lucky Boys | co-presentador - junto a Jung Yong-hwa, Nichkhun, L, Song Min-ho y Kangnam |

### Videos musicales
| Año  | Grupo/Artista    | Canción | Notas                |
| ---- | ---------------- | ------- | -------------------- |
| 2014 | Soyou & JunggiGo | "Some"  | apareció en el video |

## Premios y nominaciones
| Año  | Categoría                      | Premio          | Serie     | Resultado |
| ---- | ------------------------------ | --------------- | --------- | --------- |
| 2015 | Best New Actor in a Miniseries | MBC Drama Award | Angry Mom | Nominado  |